# Pseudeva purpurigera
Pseudeva purpurigera är en fjärilsart som beskrevs av Walker 1858. Pseudeva purpurigera ingår i släktet Pseudeva och familjen nattflyn. Inga underarter finns listade i Catalogue of Life.